# رقص‌های مجار (برامس)
رقص‌های مجار (آلمانی: Ungarische Tänze)، وو ۱، اثر یوهان برامس، مجموعه‌ای از ۲۱ موسیقی رقص پر جنب و جوش است که عمدتاً با تم‌های مجارستانی ساخته شده، که در سال ۱۸۷۹ تکمیل شد.
زمانِ آنها از حدود یک تا پنج دقیقه متغیر است. این آثار جزو محبوب‌ترین کارهای برامس هستند و برای او سودآورترین بودند. هر رقص برای انواع مختلفی از سازها و گروه‌های موسیقی تنظیم شده‌است. برامس در ابتدا نسخه‌ها را برای پیانوی چهاردست نوشت (دوئت با یک پیانو و دو نوازنده) و بعداً ده رقص اول را برای پیانوی سولو تنظیم کرد.
فقط شماره‌های ۱۱، ۱۴ و ۱۶ کاملاً آهنگسازی اصلی برامس هستند. شناخته‌شده‌ترین رقص‌های مجار، شماره‌های ۱ و ۵ هستند که دومی بر اساسِ رقص چارداش (خاطرات باردیو) توسط آهنگساز مجارستانی، «بلا کلر» ساخته شده‌است و برامس به اشتباه فکر می‌کرد یک آهنگ فولکلور سنتی است.

## فهرست
کتاب اول. (انتشار ۱۸۶۹)
1. در سل مینور: آلگرو مولتو
2. در ر مینور: آلگرو نون آسای
3. در فا ماژور: آلگرتو
4. در فا مینور: پوکو سوستِنِتو - ویواچه
5. در فا دیز مینور: آلگرو - ویواچه

کتاب دوم. (انتشار ۱۸۶۹)
1. در ر بمل ماژور: ویواچه
2. در فا ماژور: ویواچه
3. در لا مینور: آلگرتو - ویوو
4. در می مینور: آلگرو مَ نون تِرپو
5. در می ماژور (در فا ماژور برای ارکستر): پِرِستو

کتاب سوم. (انتشار ۱۸۸۰)
1. در ر مینور: پوکو آندانته
2. در ر مینور: پِرِستو
3. در ر مینور: آندانته گراسیوزو - ویواچه
4. در ر ماژور: اون پوکو آندانته
5. در سی بمل ماژور: آلگرتو گراسیوزو
6. در فا مینور: کُن موتو - فا ماژور: پِرِستو

کتاب چهارم. (انتشار ۱۸۸۰)
1. در فا دیز مینور: آندانتینو - ویواچه
2. در ر ماژور: مولتو ویواچه
3. در سی مینور: آلگرتو
4. در می مینور: پوکو آلگرتو - ویواچه
5. در می مینور: ویواچه - می ماژور: پیو پِرِستو

## ارکستراسیون
برامس به ترتیب شماره‌های ۱، ۳ و ۱۰ را برای ارکستر تنظیم کرده‌است. آهنگسازان دیگری نیز «رقص‌های مجار» را برای ارکستر تنظیم کرده‌اند که عبارتند از: آنتونین دورژاک (شماره ۱۷ تا ۲۱)، «آندریاس هالن» (شماره‌های ۲، ۴ و ۷)، «پل جون» (شماره ۴)، «مارتین اشملینگ» (شماره ۵ تا ۷)، «هانس گول» (شماره ۸ و ۹)، «آلبرت پارلو» (شماره ۵، ۶ و ۱۱ تا ۱۶) و «رابرت شولوم» (شماره ۴، ۸ و ۹). اخیراً ایوان فیشر مجموعه کاملی را برای ارکستر تنظیم کرده‌است.

## یادداشت
1. ↑  Béla Kler
2. ↑  «گروه موسیقی مجارستانی بلا کلر»، برامس را متهم کرد که تحت نام خود دو رقص مجارستانی (شماره ۵ و ۶) را که توسط «بلا کلر» ساخته شده‌است، منتشر کرده‌است.[۳]
3. ↑  Andreas Hallén
4. ↑  Paul Juon
5. ↑  Martin Schmeling
6. ↑  Hans Gál
7. ↑  Albert Parlow
8. ↑  Robert Schollum